# Segorbe (kommun)
Segorbe är en kommun i Spanien.   Den ligger i provinsen Província de Castelló och regionen Valencia, i den östra delen av landet, 290 km öster om huvudstaden Madrid. Antalet invånare är 9 291. Arean är 108 kvadratkilometer. Segorbe gränsar till Altura, Castellnovo, Geldo, Jérica, Navajas, Soneja, Sot de Ferrer, Vall de Almonacid, Alfara de la Baronia, Algar de Palancia, Algimia de Alfara, Serra, Torres Torres och Gátova. 
Terrängen i Segorbe är huvudsakligen kuperad, men den allra närmaste omgivningen är platt.